# JoJo's Bizarre Adventure: Eyes of Heaven
JoJo's Bizarre Adventure: Eyes of Heaven (ジョジョの奇妙な冒険 アイズオブヘブン?, JoJo no Kimyō na Bōken Aizu Obu Hebun) è un picchiaduro sviluppato dalla CyberConnect2 e pubblicato dalla Bandai Namco Entertainment nel 2015 per PlayStation 3 (solo in Giappone) e PlayStation 4 (in tutto il mondo). Basato sulla fortunata serie manga de Le bizzarre avventure di Jojo di Hirohiko Araki, Eyes of Heaven è il secondo gioco del franchise sviluppato dalla CyberConnect2, dopo JoJo's Bizarre Adventure: All Star Battle, uscito nel 2013. Il gioco è uscito per PlayStation 3 e PlayStation 4 in Giappone il 17 dicembre 2015, mentre in Occidente è stato pubblicato per PlayStation 4 il 28 giugno 2016.
Il gioco ha avuto anche una trasposizione romanzata.

## Trama
La trama del gioco è narrata da Hirohiko Araki, autore del manga stesso, e prende luogo immediatamente a seguito degli eventi di Stardust Crusaders. Dopo che Jotaro Kujo distrugge finalmente DIO, egli, suo nonno Joseph Joestar e il loro amico Jean Pierre Polnareff si dirigono all'aeroporto del Cairo per dirsi addio, ma in quel momento vengono attaccati da amici e nemici che erano morti durante gli eventi della serie. A salvarli, appare Robert E. O. Speedwagon, personaggio di Phantom Blood, il quale possiede un pezzo della Reliquia, che gli permette di viaggiare nel tempo e nello spazio e anche di dissipare l'influenza maligna da quelli che lo circondano. I quattro viaggiano nel tempo, nello spazio e persino negli universi alternativi, per fermare un'altra versione di DIO e il suo discepolo Enrico Pucci e impedirli di prendere gli altri pezzi della Reliquia, che DIO intende usare per liberarsi dalla maledizione dei Joestar e raggiungere il Cielo. La missione coinvolgerà personaggi maggiori delle otto parti del manga, sia amici che nemici, da Johnathan Joestar a Giorno Giovanna, da Will Antonio Zeppeli al suo discendente Caesar Antonio Zeppeli, da Kira Yoshikage ad Akira Otoishi, da N'Doul a Diavolo, persino appartenenti agli universi alternativi, come Johnny Joestar, J.Lo Zeppeli, Funny Valentine, "Josuke Higashikata" e Joshu Higashikata.

## Modalità di gioco
Eyes of Heaven è progettato come un picchiaduro completamente tridimensionale con elementi tag-team, ambientato in arene enormi basate sempre sui luoghi famosi del manga. Ogni giocatore può scegliere un personaggio qualsiasi, più un altro che può essere controllato dal computer o un altro giocatore umano, il tutto in una battaglia 2 contro 2. Certi abbinamenti contengono delle animazioni e dialoghi che si svolgono tra i due personaggi, spesso tra alleati nella forma di combinazioni d'attacco, come i Dual Combos (デュアルコンボ?, Dyuaru Konbo) e i Dual Heat Attacks (デュアルヒートアタック?, Dyuaru Hīto Attaku), anche se non danno alcun bonus o vantaggio particolare in battaglia. Il meccanismo generale del gameplay è simile ad un'altra serie videoludica della CyberConnect2, Naruto: Ultimate Ninja, in quanto contiene meccaniche come combo aeree. Il gioco consente anche di giocare online attraverso il sistema PlayStation Network.

### Stili di lotta
Come in All Star Battle, i personaggi sono divisi in categorie chiamate Stili di Lotta che possono cambiare il modo di giocare, anche in merito ai loro punti forti e deboli. Ad esempio, i personaggi che cadono sotto la categoria Vampirismo e gli Uomini del Pilastro guariscono col tempo, ma non guariscono dagli attacchi infusi con l'Hamon (Ripple, ovvero le Onde Concentriche), e possono essere immobilizzati da raggi ultravioletti, anche come parte dello stile speciale di Rudolph von Stroheim. Gli stili di lotta ripescati da All Star Battle (anche se con nomi leggermente diversi) sono "Ripple" (ovvero le Onde Concentriche), "Vampiro", "Mode", "Stand User", e "Cavallo", mentre Eyes of Heaven ne aggiunge altri due: "Ogre Street" (食屍鬼街（オウガーストリート）?, Ōgā Sutorīto) e "L'Esempio Primario della Scienza Tedesca Superiore" (ゲルマン民族の最高知能の結晶?, Geruman Minzoku no Saikō Chinō no Kesshō, "The Greatest Crystallized Intelligence of the German People" in senso letterario in inglese). Altra novità in Eyes of Heaven è che i personaggi che in precedenza, su All Star Battle, avevano solo uno stile di lotta ma mostravano anche abilità appartenenti ad un altro, ora possiedono due stili di lotta veri e propri; ad esempio, il Joseph Joestar del terzo arco narrativo è ora classificato come utilizzatore del Ripple e dello Stand, mentre nel gioco precedente era classificato semplicemente come utilizzatore dello stile Stand che però possedeva anche attacchi Ripple.

## Personaggi
I seguenti personaggi sono giocabili.
Part 1 Phantom Blood
- Jonathan Joestar (doppiatore: Kazuyuki Okitsu), Ripple
- Will A. Zeppeli (doppiatore: Yoku Shioya), Ripple
- Robert E. O. Speedwagon[n 1] (doppiatore: Yoji Ueda), Ogre Street
- Dio Brando (doppiatore: Takehito Koyasu), Vampiro[3]

Part 2 Battle Tendency
- Joseph Joestar (doppiatore: Tomokazu Sugita), Ripple
- Caesar Anthonio Zeppeli (doppiatore: Takuya Satō), Ripple User
- Lisa Lisa (doppiatore: Atsuko Tanaka), Ripple
- Rudol von Stroheim[n 1] (doppiatore: Atsushi Imaruoka), L'Esempio Primario della Scienza Tedesca Superiore
- Wamuu (doppiatore: Akio Ōtsuka), Wind Mode
- Esidisi (doppiatore: Keiji Fujiwara), Heat Control Mode
- Kars (doppiatore: Kazuhiko Inoue), Light Mode

Part 3 Stardust Crusaders
- Jotaro Kujo (doppiatore: Daisuke Ono), Stand; Stand: Star Platinum
- Noriaki Kakyoin (doppiatore: Daisuke Hirakawa), Stand; Stand: Hierophant Green
- Old Joseph Joestar (老ジョセフ・ジョースター?, Rō Josefu Jōsutā, doppiatore: Unshō Ishizuka) Ripple e Stand; Stand: Hermit Purple[3]
- Jean Pierre Polnareff (doppiatore: Fuminori Komatsu), Stand; Stand: Silver Chariot
- Muhammad Avdol (doppiatore: Kenta Miyake), Stand; Stand: Magician's Red
- Iggy (doppiatore: Misato Fukuen), Stand; Stand: The Fool[3]
- Hol Horse (doppiatore: Hidenobu Kiuchi), Stand; Stand: Emperor
- N'Doul[n 1] (doppiatore: Kentarō Itō), Stand; Stand: Geb[3]
- Mariah[n 1] (doppiatore: Ayahi Takagaki), Stand; Stand: Bastet
- Pet Shop[n 1] Stand; Stand: Horus
- Vanilla Ice (doppiatore: Shō Hayami), Vampiro e Stand; Stand: Cream
- DIO (doppiatore: Takehito Koyasu), Vampiro e Stand; Stand: The World

Part 4 Diamond is Unbreakable
- Josuke Higashikata (doppiatore: Wataru Hatano), Stand; Stand: Crazy Diamond
- Koichi Hirose (doppiatore: Romi Park), Stand; Stand: Echoes Act 1, 2, and 3
- Yukako Yamagishi[n 1], (doppiatore: Chinatsu Akasaki), Stand; Stand: Love Deluxe
- Okuyasu Nijimura (doppiatore: Wataru Takagi), Stand; Stand: The Hand[4]
- Rohan Kishibe (doppiatore: Hiroshi Kamiya), Stand; Stand: Heaven's Door[4]
- Shigekiyo Yangu, (doppiatore: Kappei Yamaguchi), Stand; Stand: Harvest
- Akira Otoishi (doppiatore: Showtaro Morikubo), Stand; Stand: Red Hot Chili Pepper
- Kosaku Kawajiri (doppiatore: Rikiya Koyama), Stand; Stand: Killer Queen (più Bomb No. 3 Bites the Dust and Stray Cat)[4]
- Yoshikage Kira (doppiatore: Rikiya Koyama), Stand; Stand: Killer Queen (più Bomb No. 2 Sheer Heart Attack)
- Jotaro Kujo (Parte 4)[n 1][n 2] (第4部 空条承太郎?, Dai-Yon-Bu Kūjō Jōtarō, doppiatore: Daisuke Ono), Stand; Stand: Star Platinum The World[4]

Part 5 Vento Aureo
- Giorno Giovanna (doppiatore: Daisuke Namikawa), Stand; Stand: Gold Experience and Gold Experience Requiem[5]
- Guido Mista (doppiatore: Kenji Akabane), Stand; Stand: Sex Pistols[5]
- Pannacotta Fugo (doppiatore: Hisafumi Oda), Stand; Stand: Purple Haze[5]
- Narancia Ghirga (doppiatore: Yuuko Sanpei), Stand; Stand: Aerosmith[5]
- Bruno Bucciarati (doppiatore: Noriaki Sugiyama), Stand; Stand: Sticky Fingers
- Trish Una[n 1] (doppiatore: Nao Toyama), Stand; Stand: Spice Girl
- Diavolo (doppiatore: Toshiyuki Morikawa), Stand; Stand: King Crimson
  - Vinegar Doppio (doppiatore: Akira Ishida)

Part 6 Stone Ocean
- Jolyne Kujo (doppiatore: Miyuki Sawashiro), Stand; Stand: Stone Free[6]
- Ermes Costello (doppiatore: Chizu Yonemoto), Stand; Stand: Kiss[7]
- Weather Report[n 1] (doppiatore: Tōru Ōkawa), Stand; Stand: Weather Report[7]
- Enrico Pucci (doppiatore: Jouji Nakata), Stand; Stand: Whitesnake,[7]
- Narciso Anasui (doppiatore: Yūichi Nakamura), Stand; Stand: Diver Down[8]
- Pucci, Awaiting the New Moon (新月の時を待つプッチ?, Shingetsu no Toki o Matsu Putchi, doppiatore: Jouji Nakata), Stand; Stand: C-Moon and Made In Heaven[8][9]

Part 7 Steel Ball Run
- Johnny Joestar (doppiatore: Yūki Kaji), Cavallo e Stand; Stand: Tusk Acts 1, 2, 3 and 4[6]
- Gyro Zeppeli (doppiatore: Shinichiro Miki), Spin, Cavallo e Stand; Stand: Ball Breaker[10]
- Diego Brando[n 1] (doppiatore: Takehito Koyasu), Cavallo e Stand; Stand: Scary Monsters
- Funny Valentine (doppiatore: Yasuyuki Kase), Stand; Stand: Dirty Deeds Done Dirt Cheap (D4C)[10]
- Parallel World Diego[n 1] (並行世界から来たディエゴ?, Heikō Sekai kara Kita Diego, doppiatore: Takehito Koyasu), Cavallo e Stand;; Stand: THE WORLD[10]

Part 8 JoJolion
- Josuke Higashikata (doppiatore: Mitsuaki Madono), Stand; Stand: Soft & Wet[8]
- Joshu Higashikata[n 1] (doppiatore: Hiroaki Miura), Stand; Stand: Nut King Call[8]

Originale
- DIO, Gone to Heaven[n 1][n 3] (天国に到達したDIO?, Tengoku ni Tōtatsu-shita DIO, doppiatore: Takehito Koyasu), Vampiro e Stand; Stand: The World Over Heaven (ザ・ワールド・オーバーヘブン?, Za Wārudo Ōbā Hebun)